# Dino Nobis
Dino Nobis (Verona, 18 dicembre 1907 – gennaio 1931) è stato un calciatore italiano, di ruolo difensore.

## Carriera
Debutta in massima serie con il Verona nella stagione 1928-1929, disputando 5 gare.
Durante l'annata successiva gioca con i gialloblù due partite nel campionato di Serie B 1929-1930.